# Diógenes Arruda Câmara
Diógenes Alves de Arruda Câmara (Afogados da Ingazeira, 23 de dezembro de 1914 — São Paulo, 25 de novembro de 1979) foi um político brasileiro, fundador do Partido Comunista do Brasil (PCdoB).

## Dados biográficos
Diógenes Arruda Câmara (também conhecido como Diógenes Arruda) nasceu em Afogados da Ingazeira, Pernambuco, em 23 de dezembro de 1914.
Foi estudar engenharia em Recife onde ingressou em 1934 no Partido Comunista do Brasil, cuja sigla era PCB. Mudou-se em seguida para a Bahia onde foi estudar engenharia agrônoma.
Durante o Estado Novo, viveu, por três anos, na Argentina. Em 1943 passa a fazer parte do Comitê Central do PCB.
Foi eleito deputado federal por São Paulo em 1947 com 62.889 votos pelo Partido Social Progressista (PSP), o que permitiu escapar da cassação de mandatos após o cancelamento do registro do PCB. Foi também diretor da Problemas, revista mensal de cultura política do partido.
A crise interna no partido se iniciou a partir dos desdobramentos do discurso secreto de Nikita Khrushchov no XX Congresso do PCUS em 1956, quando houve as denúncias dos erros e dos crimes cometidos por Stálin, falecido 3 anos antes. Diógenes Arruda foi o representante brasileiro naquele congresso e de lá foi para China, o que retardou sua volta ao Brasil e de seu testemunho. As agências internacionais de notícias tiveram acesso ao relatório e divulgaram os acontecimentos com alarde, prontamente negados pela desinformada direção brasileira. Perdeu espaço na direção no V Congresso realizado em 1960. Quando um grupo rompeu em 1962, o nome Partido Comunista do Brasil é resgatado por João Amazonas e outros sob a nova sigla de PCdoB. A maioria do partido, entretanto, se manteve organizada na linha do V Congresso e na sigla PCB, que substituiu "do Brasil" por "Brasileiro" no nome.
Não se posicionou na cisão, mantendo-se eqüidistante daquele conflito. Em 1962, conheceu Tereza Costa Rêgo, com quem passou a viver e foi morar em São Paulo. No ano seguinte voltou a Pernambuco para assessorar o governador Miguel Arraes e realizar alguns projetos junto a SUDENE e estava lá por ocasião do golpe de 1964. Visado por ser um veterano comunista, refugiou-se no litoral e ressurge na VI Conferência de 1966 alinhado ao PCdoB, colaborando com a regional de São Paulo para dar assistência às bases estudantis na resistência à Ditadura Militar. Foi preso em 1968 e torturado no DOPS e CENIMAR.
Foi liberado em 21 de março de 1972. Exilou-se no Chile presidido por Salvador Allende, na Argentina em 1973 e depois na França em 1974. A casa dele em Paris era ponto de encontro de exilados brasileiros Entre 1978 e 1979, atuou na organização da 7ª Conferência Nacional do partido, realizada fora do Brasil.
Com a Lei da anistia, retornou à pátria em outubro de 1979, porém faleceu logo em seguida, em 25 de novembro do mesmo ano, durante a recepção a João Amazonas, vindo do exterior para o aeroporto de Congonhas, em SP. Ainda no automóvel que o levaria ao ato político em homenagem ao dirigente histórico do PCdoB, Diógenes Arruda Câmara começou a passar mal e faleceu.

## Homenagens
Jorge Amado dedica seu livro Os Subterrâneos da Liberdade à, entre outros, Diógenes Arruda:
""Para Zélia e James. Para Diógenes Arruda, Laurent Casanova, Anna Seghers e Michael Gold, com amizade"